# José María Fernández Álvarez
José María Fernández Álvarez (La Felguera, Asturias, España, 3 de marzo de 1908 — Gijón, Asturias, España, 15 de febrero de 1985), conocido como El Pontico, fue un empresario español. Fue el máximo impulsor de la Universidad Laboral de Gijón, germen del resto de Universidades Laborales que se construyeron en España después de la Guerra Civil. Fue nombrado hijo adoptivo de Gijón por el ayuntamiento de Gijón el 9 de diciembre de 1954, siendo presidente de la corporación José García-Bernardo y de la Sala. Fue presidente del Real Sporting de Gijón entre 1947 y 1948. Fue editor y máximo accionista del diario El Alcázar.

## Biografía

### Juventud y aventura americana
Cursó el bachiller en el colegio del Monasterio de Valdediós, situado en la localidad de Villaviciosa, antes de que se convirtiera en seminario. Ante un futuro incierto, Graciano, su padre, lo envió con dieciocho años a trabajar con un hermano suyo que explotaba una mina en Cerro de Pasco, en Perú. La aventura duró cuarenta y ocho días después de vivir todo tipo de penurias. Fue al regresar a Gijón cuando El Pontico decidió estudiar en la Escuela de Comercio, donde cursó primero de peritaje y luego el profesorado mercantil. El Pontico comenzó a trabajar muy joven de administrador de la mina Carbones del Pontico, propiedad entonces de sus tíos.

### Actividad política
Con veinte años comenzó a desarrollar su labor empresarial en el ámbito maderero y minero, convencido de que era su vocación de futuro. El propio Pontico manifestó que nunca tuvo intención de dedicarse a la política, ni mucho menos vincularse con ningún partido, más que colaborar aunando intereses entre empresarios y trabajadores de las minas, algo que le trajo no pocos problemas. Pero en un momento de gran convulsión en Asturias se vio abocado a posicionarse con la derecha, al sufrir insultos, amenazas y vejaciones a su madre, por la simple razón de que nunca faltaba a misa.
Amigo personal de José Antonio Primo de Rivera, se sintió atraído por el carisma del fundador de la Falange, aunque siempre manifestó su tendencia republicana. El caso es que su participación en la política en tiempos de la Segunda República, la Guerra Civil y la posguerra lo llevaron a estar prisionero de los dos bandos.

### La Universidad Laboral de Gijón
En 1945, El Pontico se encuentra explotando su mina (Carbones del Pontico) y en el pozo San Jorge, en Moreda, se produjo un terrible accidente que dejó nueve mineros muertos y a sus viudas y huérfanos casi en la miseria. El Pontico sugirió al ministro de trabajo José Antonio Girón de Velasco la creación de un Orfanato Minero para que pudieran estudiar y hacerse hombres con futuro. El Pontico dedicó los siguientes veinte años de su vida a la creación y puesta en marcha de la Universidad Laboral de Gijón, que representó la modernidad para la villa y el puerto de Gijón y un gran avance en las conquistas sociales de la Asturias trabajadora.